# كيوكاد
كيوكاد (بالإنجليزية: QCad)هو أحد حزم البرامج مفتوحة المصدر. يستخدم البرنامج في الرسم بمعاونة الحاسب (بالإنجليزية: Computer Aided Drafting) للرسومات الهندسية ثنائية الأبعاد شاملة المساقط المعمارية، الأجزاء الميكانيكية، الأشكال التوضيحية وغيرها.

## البداية
- بدأ مشروع كيوكاد في عام 1999
- تم إطلاق الإصدار الثاني (كيوكاد 2) في سبتمبر 2003

## خصائص البرنامج
يحتوي كيوكاد علي معظم الأدوات التي يحتاجها أي مستخدم لبرنامج رسم هندسي، منها:
- استخدام الطبقات في الرسم (بالإنجليزية: Layer).
- التعامل مع ملفات الامتداد DXF.
- توافر أكثر من 40 أداة للرسم.
- توافر أكثر من 20 أداة للتعديل.
- وجود خاصية انجذاب الأداة إلي النقاط الهامة في الرسم تلقائيا (بالإنجليزية: Object Snap).
- توافر أدوات للقياس.
- توافر مكتبة تحتوي علي أكثر من 4800 شكل هندسي جاهز.

هذا إلي جانب أن واجهة المستخدم الخاصة به متاحة ب 22 لغة منها الصينية، الإندونيسية، النرويجية، الروسية، التركية واليونانية.

## دعم العربية
لا توجد حتي وقت كتابة هذه المقالة واجهة مستخدم للبرنامج باللغة العربية.

## إصدارات البرنامج
تم إطلاق إصدارين أساسيين من البرنامج وهما:
1. النسخة الاحترافية (بالإنجليزية: QCad Professional)، وهي نسخة مدفوعة الثمن تحت دعم مؤسسة ريبون سوفت (بالإنجليزية: RibbonSoft)
2. نسخة المجتمع (بالإنجليزية: QCad Community Edition)، وهي نسخة مفتوحة المصدر تحت رخصة جنو.

## وصلات خارجية
- كيوكاد على موقع Open Hub (الإنجليزية)
- الموقع الرسمي للبرنامج
- موقع لتعليم الاوتوكاد بالعربي
- موقع لتعليم الرسم الهندسي بالعربي